# Grazie Roma/Roma capoccia
Grazie Roma/Roma capoccia è un 45 giri di Antonello Venditti, pubblicato nel 1983 dalla Heinz Music in Italia e dalla Ultraphone in Germania.

## Descrizione
Il brano Grazie Roma è stato scritto durante l'anno della conquista del secondo scudetto della Roma (Serie A 1982-1983). Viene diffuso dagli altoparlanti dello Stadio Olimpico al termine di ogni partita ufficiale vinta dai giallorossi, mentre il brano sul lato B è una versione dal vivo di Roma capoccia.
A lungo si è pensato che l'autore avesse scritto il brano per festeggiare la vittoria della Roma in campionato; in realtà lo stesso Venditti ha spiegato, in occasione di una sua partecipazione alla puntata del programma di Rai 1 Top Dieci andata in onda il 29 maggio 2021, che Grazie Roma fu scritto quando tornò a vivere a Roma, quando certamente non poteva aspettarsi che la Roma potesse vincere lo scudetto: il brano fu infatti registrato l'8 marzo 1983.

## Tracce
1. Grazie Roma
2. Roma capoccia